# London Journal of Botany
London Journal of Botany (abreviado London J. Bot.) fue una revista ilustrada con descripciones botánicas que fue editada en Londres por William Jackson Hooker. Publicó siete números en los años 1842-1848. Fue precedida por J. Bot. (Hooker) y reemplazada por Hooker’s Journal of Botany and Kew Garden Miscellany.